# Prawosławie na Litwie

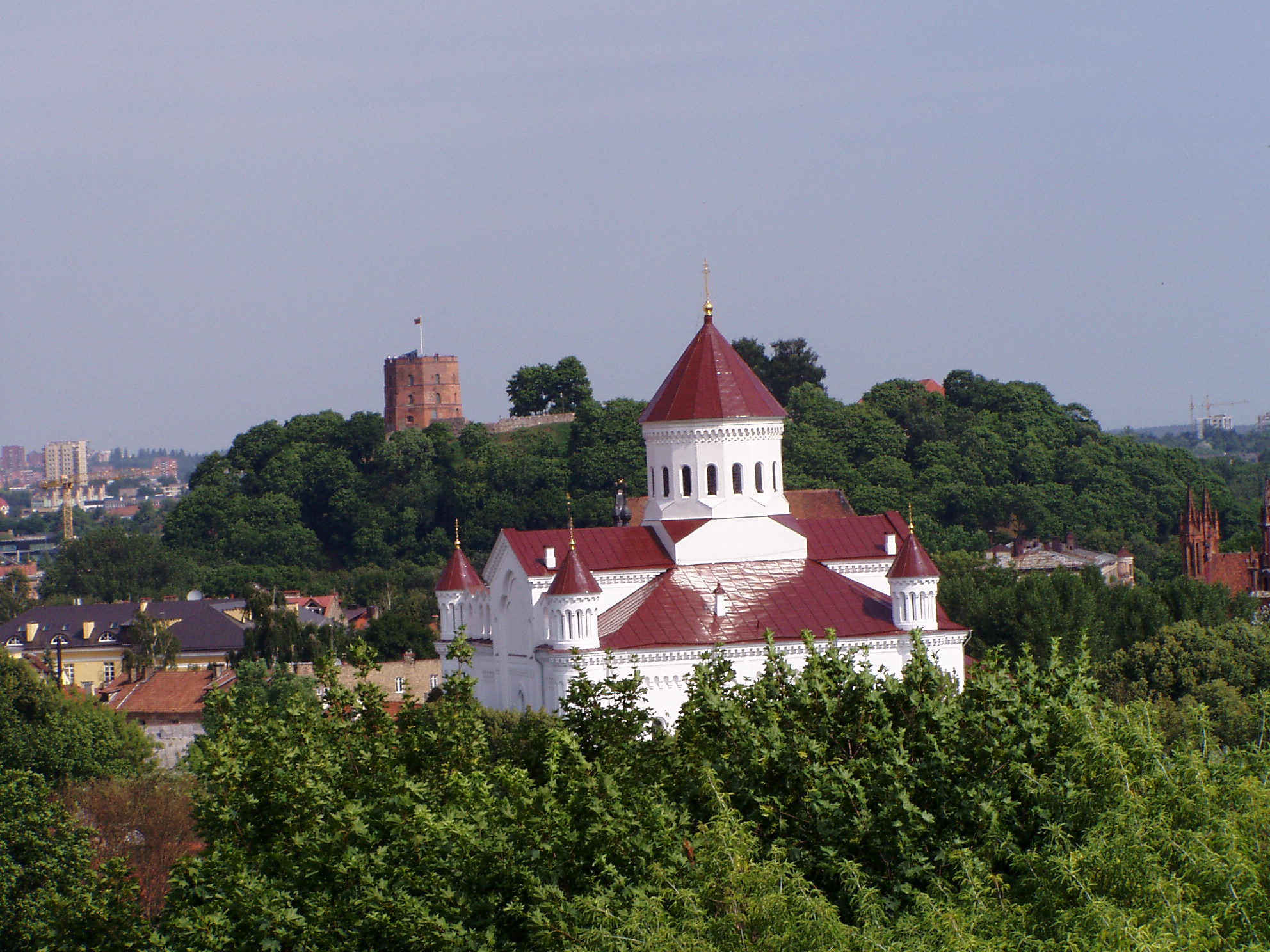
Sobór Przeczystej Bogurodzicy w Wilnie

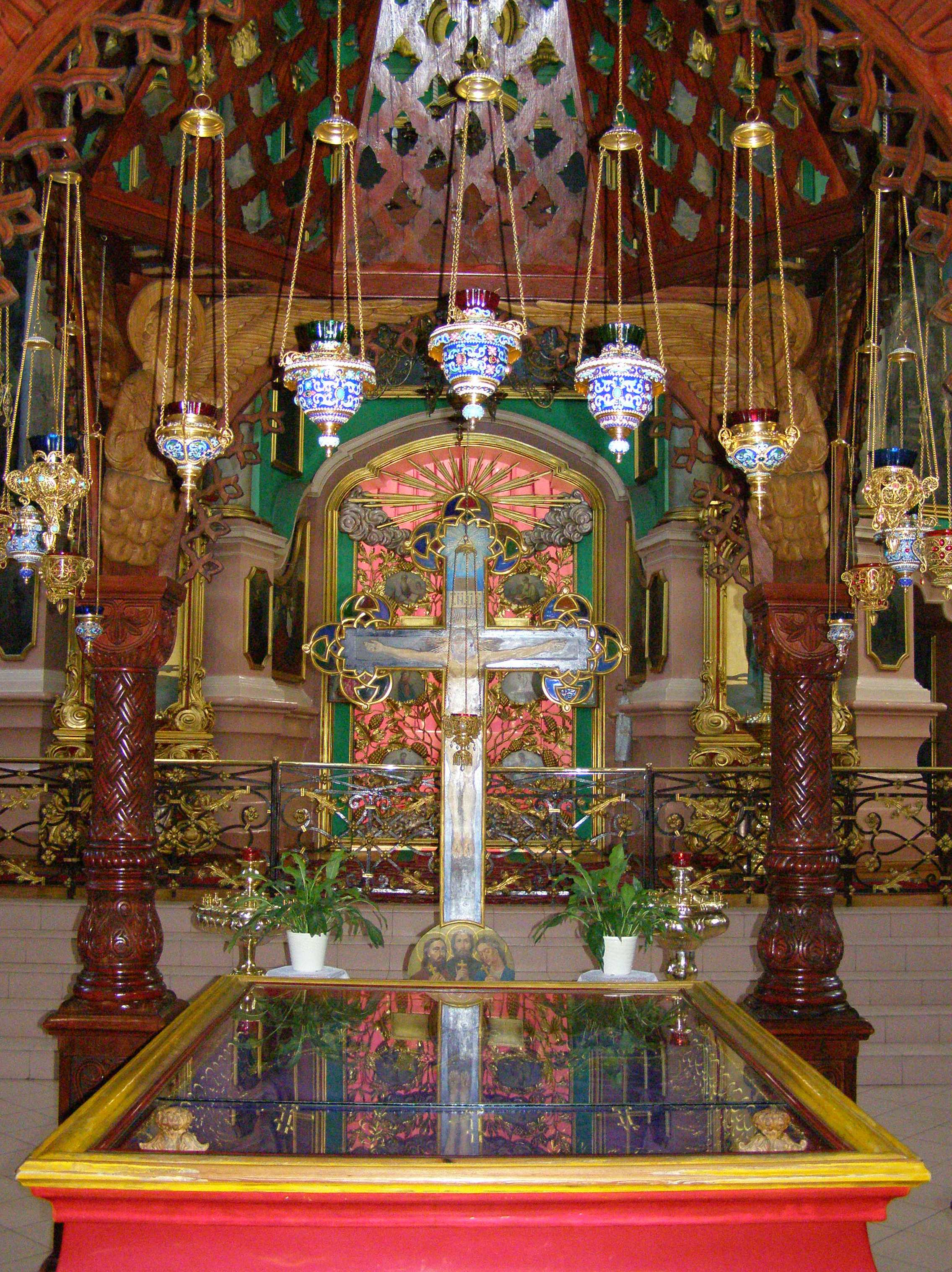
Relikwie męczenników wileńskich, najszerzej czczonych świętych prawosławnych związanych z Litwą

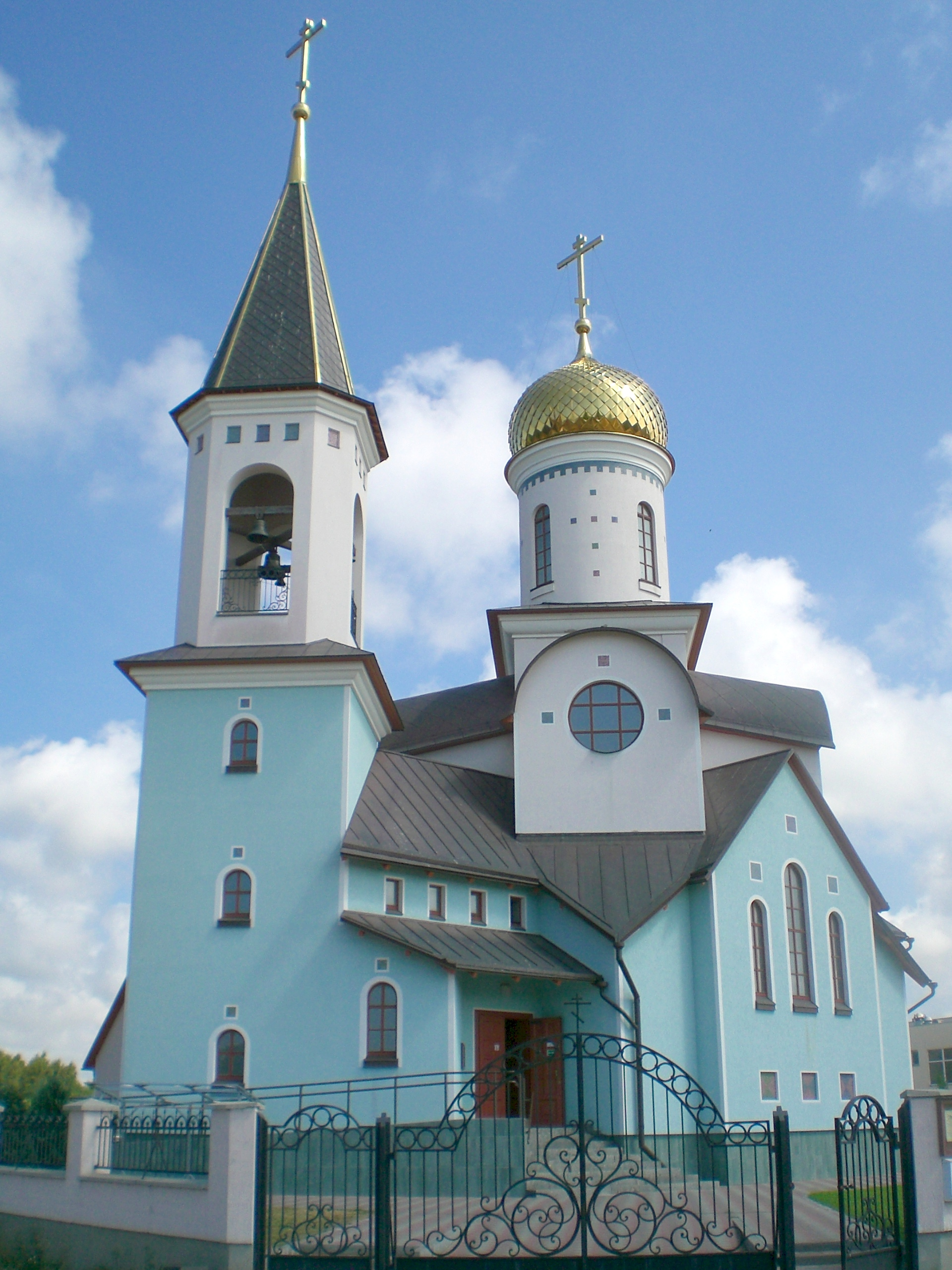
Cerkiew Iwerskiej Ikony Matki Bożej w Połądze

Prawosławie na Litwie jest obecne co najmniej od XIII w. Z racji położenia geograficznego (sąsiedztwo z prawosławnymi państwami ruskimi) Litwini, będąc jeszcze wyznawcami religii pogańskiej, często stykali się z tym wyznaniem. W miarę rozwoju terytorialnego Wielkiego Księstwa Litewskiego ludność prawosławna, etnicznie ruska, znalazła się w tym kraju w zdecydowanej większości sięgającej 90% mieszkańców państwa. Rutenizacji ulegały elity państwowe, podczas gdy dynastia panująca zachowała wierzenia pogańskie. Wielu litewskich wojów i książąt pozyskiwała włości na ziemiach ruskich, przyjmując nierzadko chrzest. Prawosławie przyjęli m.in. trzej bracia Trojdena, Wojsiełk, synowie Giedymina Jawnuta (Iwan), Narymunt (Gleb), Lubart (Dymitr). Cerkwie prawosławne, a być może także monastery, w Wilnie fundowała Julianna twerska – druga żona wielkiego księcia Olgierda. Ze świątyń korzystali, obok fundatorki i jej świty, także kupcy ruscy, którzy w I poł. XIV w. tworzyli już w mieście zwartą kolonię.
W 1387 wielki książę litewski Jagiełło przyjął chrzest w obrządku łacińskim, po czym podjęta została masowa chrystianizacja społeczeństwa w tymże obrządku. Jagiełło założył w Wilnie biskupstwo rzymskokatolickie, stworzył pierwsze parafie i udzielił Kościołowi katolickiemu immunitetu sądowego i skarbowego. Oznaczało to uznanie katolicyzmu za religię państwową w Wielkim Księstwie Litewskim. Po nadaniu katolickim bojarom przywilejów w 1387 i ich rozszerzeniu aktem horodelskim z 1413 prawosławna szlachta litewska została pozbawiona prawa zasiadania w Radzie Panów i obejmowania wyższych, najbardziej dochodowych urzędów państwowych. Uprawnienia szlachty prawosławnej i katolickiej na Litwie zostały zrównane w 1434. Kościoły katolicki i prawosławny współistniały na Litwie do unii brzeskiej, gdy Kościół katolicki, z poparciem króla Zygmunta III Wazy, przystąpił do zdecydowanych działań na rzecz nawracania prawosławnych na unię. W XVII i XVIII stuleciu znaczna część wyznawców prawosławia na Litwie przyjęła katolicyzm w obrządku wschodnim. 
Po rozbiorach Polski i aneksji ziem litewskim do Imperium Rosyjskiego prawosławie stało się, podobnie jak w całej Rosji, wyznaniem uprzywilejowanym. Na mocy zatwierdzonych przez cara decyzji synodu połockiego wierni uniccy zostali administracyjnie zaliczeni w poczet wiernych Rosyjskiego Kościoła Prawosławnego. Władze rosyjskie odebrały katolikom łacińskim kilkanaście obiektów sakralnych, adaptując je następnie na cerkwi. Kampania propagowania prawosławia, połączona z rusyfikacją w sferze językowej i kulturowej, uległa szczególnemu nasileniu po stłumieniu powstania styczniowego. 
W niepodległej II Rzeczypospolitej funkcjonowała diecezja wileńsko-lidzka Polskiego Autokefalicznego Kościoła Prawosławnego, podczas gdy na ziemiach niepodległej Litwy kontynuowała działalność eparchia wileńska i litewska Rosyjskiego Kościoła Prawosławnego. W okresie przynależności Litwy do ZSRR Kościół prawosławny nie poniósł większych strat – w celu utrudniania wszelkimi sposobami działalności większościowego Kościoła katolickiego władze radzieckie znacząco ograniczyły skalę represji wobec prawosławia i tylko w kilkunastu przypadkach zlikwidowały prawosławne parafie. Zezwoliły także na kult męczenników wileńskich.
Współcześnie (2013) prawosławie jest drugim pod względem liczby wiernych wyznaniem na Litwie, po katolicyzmie obrządku łacińskiego. Jest prawnie uznawane za jedną z dziewięciu tradycyjnych religii Litwy, którym przysługuje wsparcie finansowe państwa. Tradycyjnie związane jest z mniejszością rosyjską na Litwie. Przynależność do Kościoła prawosławnego deklarowało w 2011 r. 114 tys. osób (na ogólną liczbę 3 mln 250 tys. obywateli Litwy). W kraju funkcjonuje 50 parafii i dwa monastery. Do 2024 r. wszystkie prawosławne placówki duszpasterskie w kraju podlegały eparchii wileńskiej i litewskiej Rosyjskiego Kościoła Prawosławnego. W 2024 r. działalność na Litwie rozpoczął egzarchat uznający jurysdykcję Patriarchatu Konstantynopolitańskiego, który w momencie powstania liczył 10 parafii.

## Historia

### W Wielkim Księstwie Litewskim

#### Przed chrztem Litwy

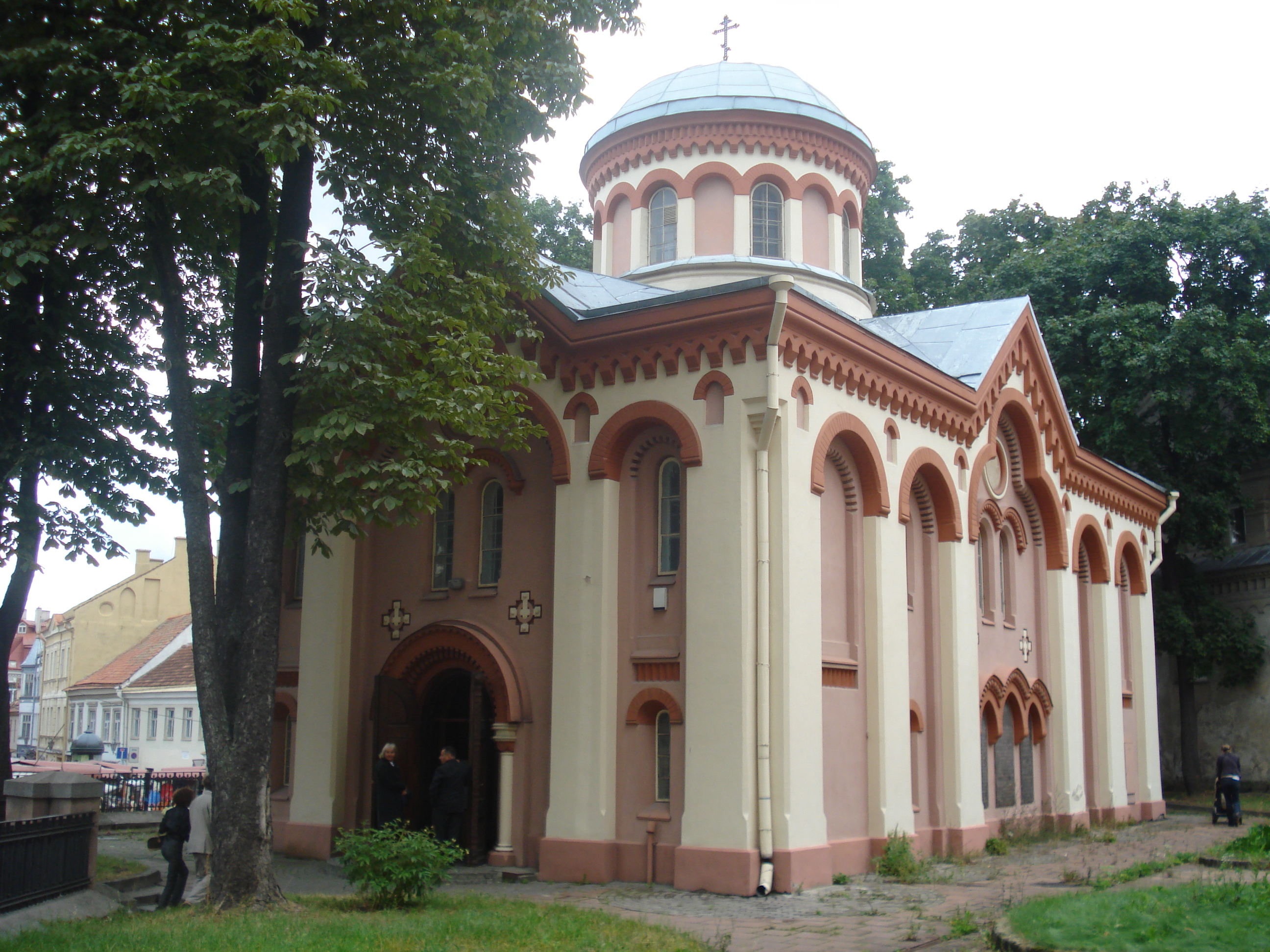
Cerkiew św. Paraskiewy w Wilnie z 1345 jest najstarszą świątynią prawosławną w stolicy Litwy

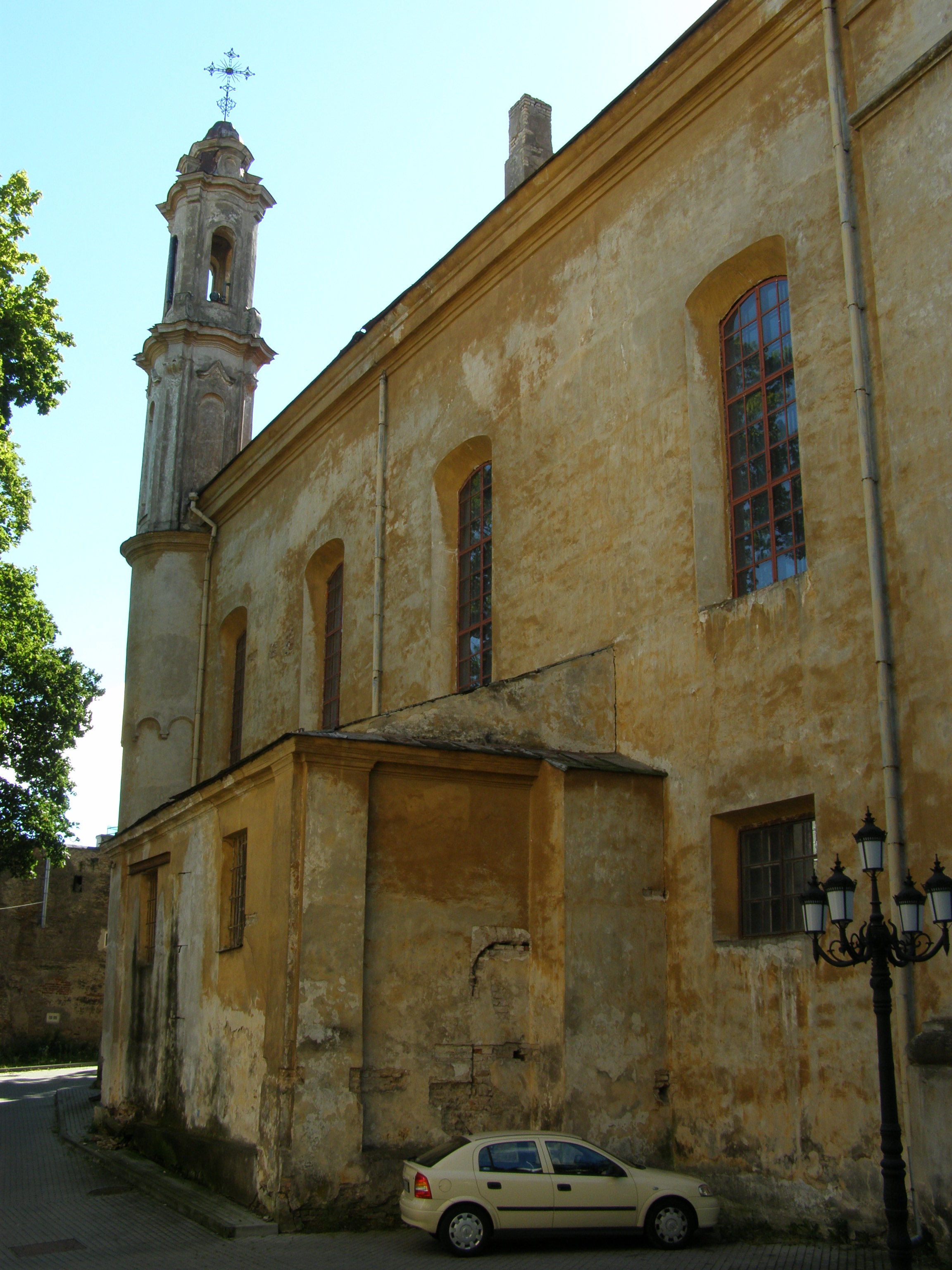
Cerkiew monasteru Trójcy Świętej w Wilnie, najstarszej prawosławnej wspólnoty monastycznej na ziemiach litewskich

Z racji położenia geograficznego Litwini, będąc jeszcze wyznawcami religii pogańskiej, często stykali się z prawosławiem. Wielu litewskich wojów i książąt pozyskiwało włości na ziemiach ruskich, przyjmując nierzadko chrzest w obrządku tego wyznania. Cerkwie prawosławne, a być może także monastery, w Wilnie fundowała Julianna twerska – druga żona wielkiego księcia Olgierda. Ze świątyń korzystali, obok fundatorki i jej świty, także kupcy ruscy, którzy w I poł. XIV w. tworzyli już w mieście zwartą kolonię. W wyniku rozwoju terytorialnego Wielkiego Księstwa Litewskiego w XIII i XIV w. rosła liczba żyjących w jego granicach prawosławnych Rusinów. Prawosławie przyjęli m.in. trzej bracia Trojdena, Wojsiełk, synowie Giedymina Jawnuta (Iwan), Narymunt (Gleb), Lubart (Dymitr).
Zdaniem Z. Kiaupy, J. Kiaupiene i A. Kuncevičiusa na ziemiach etnicznie litewskich nie była prowadzona szerzej zakrojona misja prawosławna, przez co wśród elit państwa litewskiego wyznanie to przyjmowali jedynie ci możnowładcy, którzy sprawowali władzę na ziemiach ruskich Wielkiego Księstwa. Jak podkreślają ci autorzy:

Hipotezy mówiące o tym, że wielcy książęta byli prawosławni, nie mają potwierdzenia w źródłach, ale większość Giedyminowiczów zamieszkujących ziemie staroruskie – synowie Olgierda i jego pierwszej żony Marii, potomkowie Narymunta, Jawnuty oraz Koriatowiczów – wyznawała prawosławie

Z kolei Antoni Mironowicz pisze o prowadzeniu misji przez metropolitów kijowskich, zaznaczając jednak, że nie przynosiła ona większych efektów wśród ludności litewskiej (nieruskiej). Prawosławne duchowieństwo metropolii kijowskiej było lojalne wobec świeckich władców Litwy. Od końca XIII w. przez całe XIV stulecie władcy Litwy dążyli natomiast do wyodrębnienia z metropolii kijowskiej odrębnej metropolii litewskiej, z uwagi na fakt, że rosnące w siłę państwo moskiewskie starało się szerzyć wśród prawosławnych mieszkańców Litwy propagandę antylitewską. W 1299 na erygowanie metropolii litewskiej z siedzibą w Nowogródku zgodził się patriarcha konstantynopolitański Jan XII, pozytywnie odpowiadając na starania Witenesa. Metropolita litewski zajmował 82 pozycję w hierarchii Patriarchatu Konstantynopolitańskiego. Zgoda na powołanie do życia nowej administratury wynikała z polityki cesarza bizantyńskiego Andronika II, niechętnego Kościołowi łacińskiemu i dążącego do wzmocnienia pozycji prawosławia w krajach słowiańskich. Faktyczny początek działalności metropolii litewskiej miał miejsce w 1315, imię pierwszego zwierzchnika jest nieznane, pierwszym znanym z imienia hierarchą na tej katedrze był urzędujący w 1327 Teofil. Nie przetrwały również informacje o strukturze metropolii litewskiej i ewentualnych podlegających jej eparchiach. Sam metropolita nie był w stanie prowadzić szerzej zakrojonej pracy misyjnej z powodu braku poparcia ze strony pogańskich książąt i aktywność zakonów rzymskokatolickich. W 1330 metropolia litewska została zlikwidowana. Prawdopodobnym inicjatorem tego posunięcia był metropolita kijowski Teognost, dążący do ponownego zjednoczenia wszystkich prawosławnych struktur na ziemiach wschodniosłowiańskich w jednej metropolii kijowskiej.
W 1327 wielki książę Olgierd, po ślubie z księżną witebską Anną Marią, ochrzcił w obrządku prawosławnym swoich czterech najstarszych synów i rozważał wprowadzenie na Litwie chrześcijaństwa. Olgierd w 1354 wznowił starania o reaktywowanie metropolii litewskiej i domagał się podporządkowania jej ruskich eparchii prawosławnych. Działania te zakończyły się powodzeniem i w 1354 na czele odnowionej metropolii stanął biskup Teodoryt. Jeszcze w tym samym roku zastąpił go biskup Roman, szwagier Olgierda. Natychmiast znalazł się on w konflikcie z rezydującym w Moskwie metropolitą kijowskim Aleksym, który nie pogodził się z wyłączeniem metropolii litewskiej spod jego jurysdykcji. W 1355 kwestia ta była przedmiotem obrad patriarszego synodu w Konstantynopolu. W roku następnym ostatecznie rozstrzygnął on kwestię podziału administracyjnego Kościoła na ziemiach litewskich i ruskich, podporządkowując metropolitom litewskim eparchie nowogródzką, briańską i połocką. Metropolita Roman nadal starał się jednak o przejęcie urzędu metropolity kijowskiego. Spór między hierarchami, utrudniający metropoliom prowadzenie działań misyjnych, zniechęcił Olgierda do przeprowadzenia chrztu Litwy w obrządku prawosławnym. W 1362, po zajęciu przez Litwę ziemi kijowskiej, Roman przeniósł swoją rezydencję do Kijowa. Chociaż za panowania Olgierda doszło do znaczącego rozwoju Kościoła prawosławnego na Litwie, nie stał się on wyznaniem panującym. Według Antoniego Mironowicza przyczyną tego faktu była obawa przed wpływami moskiewskimi, jakie za pośrednictwem religii mogłyby rozprzestrzeniać się na litewskiej prowincji. Równocześnie pogańskie Wielkie Księstwo Litewskie cechowała tolerancja wobec chrześcijan zarówno wschodnich, jak i zachodnich.
W 1361 patriarszy synod w Konstantynopolu ponownie omawiał zagadnienie granicy między metropoliami litewską i kijowską. W skład pierwszej zostały zaliczone eparchie połocka i turowska, nie rozstrzygnięto natomiast jednoznacznie jurysdykcji pięciu eparchii na Wołyniu. Siedzibą metropolity pozostał Nowogródek. Najważniejszymi ośrodkami prawosławnego życia religijnego były miasta-siedziby biskupów oraz Wilno. W 1390 w mieście tym funkcjonowało jedenaście cerkwi oraz monaster Trójcy Świętej, przy siedmiu katolickich kościołach i klasztorze bernardyńskim. Szczególną rolę odgrywały monastery. W Wielkim Księstwie Litewskim 90% ludności wyznawała prawosławie (byli to Rusini i Litwini, którzy ulegli rutenizacji; proces ten był widoczny wśród elit kraju). W państwie dominowała kultura ruska. Jednak w 1362 po śmierci metropolity Romana patriarcha konstantynopolitański nie wyznaczył jego następcy. Formalnie nie będąc skasowaną, metropolia litewska do 1377 nie miała zwierzchnika. W 1375 wielki książę Olgierd zażądał od patriarchy Konstantynopola wyjęcia ziem Wielkiego Księstwa Litewskiego spod jurysdykcji metropolity kijowskiego Aleksego, grożąc delegalizacją Kościoła prawosławnego w swoim państwie w razie odmowy. Na ziemie litewskie został skierowany wówczas popierany przez Olgierda kandydat – bułgarski biskup Cyprian, który łączył zarząd metropolii litewskiej i halickiej.
W 1383 wielki książę litewski Jagiełło podjął rozmowy z Moskwą w sprawie możliwego sojuszu, jaki wiązałby się z przyjęciem przez Litwę chrztu w obrządku prawosławnym. Mając jednak na uwadze możliwą stratę litewskich ziem ruskich zarzucił ten projekt na rzecz rozmów z Polską o możliwej unii. Jagiełło brał również pod uwagę fakt, że przyjęcie prawosławia przez Litwę nie powstrzymałoby agresji krzyżackiej, gdyż chrześcijanie wschodni byli uważani przez łaciński zachód za heretyków.

#### Męczennicy wileńscy

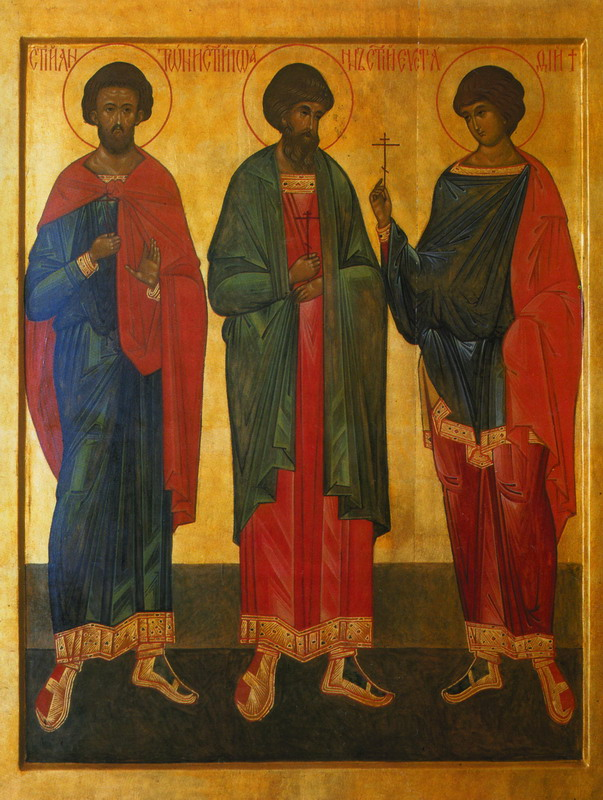
Ikona męczenników wileńskich

Według prawosławnej tradycji w 1347 na rozkaz Olgierda straceni zostali trzej jego dworzanie, Kumec, Nieżyło i Kruglec, którzy przyjęli w tajemnicy prawosławny chrzest (z imionami Antoni, Jan i Eustachy). W 1364 Patriarchat Konstantynopolitański ogłosił ich świętymi. Według J. Ochmańskiego relację o losach męczenników wileńskich, podobnie jak opowieść o franciszkanach zamordowanych w czasach Giedymina, należy traktować jako legendę służącą szerzeniu danego wyznania.

#### Po chrzcie Litwy
W 1387 Jagiełło przyjął chrzest w obrządku łacińskim, po czym podjęta została masowa chrystianizacja społeczeństwa w tymże obrządku. Jagiełło założył w Wilnie biskupstwo rzymskokatolickie, stworzył pierwsze parafie i udzielił Kościołowi katolickiemu immunitetu sądowego i skarbowego. Oznaczało to uznanie katolicyzmu za religię państwową w Wielkim Księstwie Litewskim. Po nadaniu katolickim bojarom przywilejów w 1387 i ich rozszerzeniu w 1413 prawosławna szlachta litewska została zmuszona do wyboru między przywiązaniem do wyznania przodków a chęcią obejmowania prestiżowych urzędów państwowych. Chociaż słowiańska ludność prawosławna stanowiła na terenie Wielkiego Księstwa Litewskiego większość, na mocy przywilejów horodelskich prawosławni nie mieli prawa zasiadania w Radzie Panów ani obejmowania wyższych, najbardziej dochodowych urzędów państwowych.
Wielki książę litewski Witold Kiejstutowicz traktował zagadnienia religijne instrumentalnie, starając się wyzyskać do celów państwowych zarówno katolicyzm, jak i prawosławie. W 1406 zwrócił się do patriarchy Konstantynopola z żądaniem wyznaczenia nowego metropolity kijowskiego na miejsce rezydującego w Moskwie Focjusza, podając jako przyczynę m.in. lekceważenie przez niego zarządu litewską częścią metropolii. Na miejsce Focjusza Witold sugerował powołać Grzegorza Cambłaka, Bułgara z pochodzenia. Jego żądanie zostało przez patriarchę odrzucone. W 1415, bez zgody patriarchy, Grzegorz został z poparciem Witolda i Jagiełły ogłoszony metropolitą kijowskim przez synod duchowieństwa i szlachty prawosławnej w Nowogródku. Godność tę pełnił do śmierci w 1420 roku. Oznaczało to faktyczne powołanie autokefalicznej metropolii litewskiej (lub litewsko-ruskiej), nieuznane przez Konstantynopol. Witold oczekiwał następnie, że Grzegorz odegra aktywną rolę w zawarciu unii kościelnej między Kościołem katolickim a Kościołem prawosławnym na ziemiach litewskich. Wobec klęski tych projektów Witold pogodził się ostatecznie z Focjuszem, rezygnując z wcześniejszych planów budowy metropolii litewskiej. Wieloletnie starania w sprawie zmian organizacji metropolii kijowskiej doprowadziły do powstania wśród duchowieństwa podziałów na zwolenników orientacji prolitewskiej i promoskiewskiej. Ochmański podkreśla, że równolegle Witold dbał także o interesy Kościoła katolickiego, m.in. tworząc trzy nowe diecezje.
W trzeciej dekadzie XV w., gdy Witold podjął aktywną politykę wschodnią, podporządkowując sobie kilka księstw ruskich, napięcie między prawosławnymi i katolikami na Litwie jeszcze wzrosło. Dalsze sukcesy w zakresie poszerzania granic Litwy na wschód uniemożliwiły „twarde” relacje z ludnością prawosławną. Z tego powodu w 1434 prawa bojarów obydwu wyznań zostały zrównane. Faktyczne obejmowanie przez prawosławnych najwyższych urzędów było jednak rzadkie. Różna była również pozycja duchownych obydwu wyznań – przywileje kapłanów katolickich (m.in. immunitety) nigdy nie zostały udzielone duchownym prawosławnym.
W II poł. XV w. i w XVI stuleciu Kościół katolicki na Litwie dążył do pozyskiwania nowych wiernych kosztem Kościoła prawosławnego. W działalności misyjnej przodowały zakony dominikanów, a następnie także bernardynów oraz bazylianów. Mimo tego do zawarcia unii brzeskiej wzajemne relacje obydwu Kościołów można określić jako współistnienie; zwłaszcza po nadaniu przez Zygmunta Augusta przywilejów z 1563 i 1568, ostatecznie zrównujących w prawach litewską szlachtę katolicką i prawosławną. W XVI w. na Litwie pojawił się ruch reformacji, na fali którego na protestantyzm przeszli przedstawiciele największych rodów magnackich obydwu wyznań.

#### Unia brzeska i jej konsekwencje

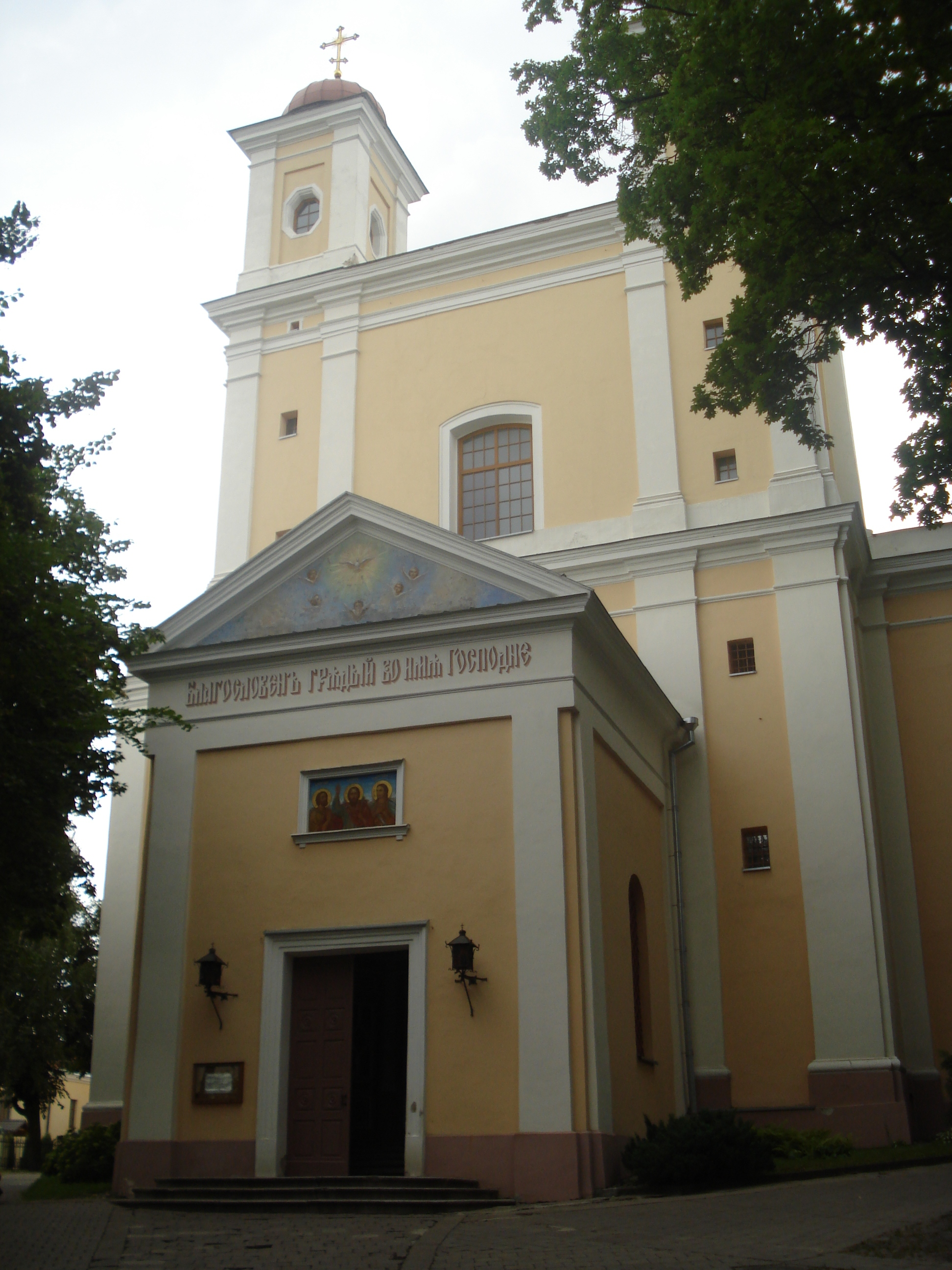
Cerkiew Świętego Ducha w Wilnie

Stosunek ludności Litwy do postanowień unii brzeskiej był niejednoznaczny – część prawosławnych przyjęła unię, część pozostała przy prawosławiu, zwłaszcza na ziemiach wschodnich Wielkiego Księstwa Litewskiego. W latach bezpośrednio po zawarciu unii brzeskiej prawosławni stracili w Wilnie wszystkie cerkwie i monaster Trójcy Świętej. Otwarcie monasteru Świętego Ducha z cerkwią pod tym samym wezwaniem było możliwe tylko dzięki wzniesieniu ich zabudowań na prywatnym gruncie, należącym do sióstr Teodory i Anny Wołłowicz. Monaster Świętego Ducha był centrum działania bractwa pod tym samym wezwaniem. Bractwo to, liczące kilkuset członków wywodzących się zarówno z warstwy rzemieślniczej, jak i spośród arystokracji, istniało od 1585 i przyjmowało za jeden ze swoich głównych celów obronę prawosławia przed wpływami katolicyzmu, czynnie sprzeciwiało się unii brzeskiej, wydawało we własnej drukarni liczne publikacje teologiczne i polemiczne. Monaster Św. Ducha, mimo presji unitów, zachował wyznanie prawosławne i był najważniejszym ośrodkiem przeciwników unii na ziemiach litewskich. W Wilnie działali prawosławni teolodzy i polemiści Stefan Zizania i Melecjusz Smotrycki. W XVII–XVIII w. dawna tolerancja religijna Wielkiego Księstwa Litewskiego stopniowo upadała, dochodziło do otwartych konfliktów katolicko-protestanckich oraz unicko-prawosławnych. Wilno stało się areną walk i polemik religijnych, co zakończył w 1622 dekret króla Zygmunta III Wazy zabraniający niekatolikom publicznej krytyki katolicyzmu.
W 1673 niekatolicy stracili możliwość nobilitacji. Kolejne akty prawne z lat 1718, 1736 i 1746 całkowicie odebrały im prawo piastowania stanowisk administracyjnych. Równocześnie obecność prawosławnych na ziemiach litewskich od II poł. XVII w. była dla Rosji pretekstem do interweniowania w wewnętrzne problemy Rzeczypospolitej.
Po 1666 na terenie Litwy zaczęli osiedlać się staroobrzędowcy.

### Na ziemiach litewskich w granicach Imperium Rosyjskiego

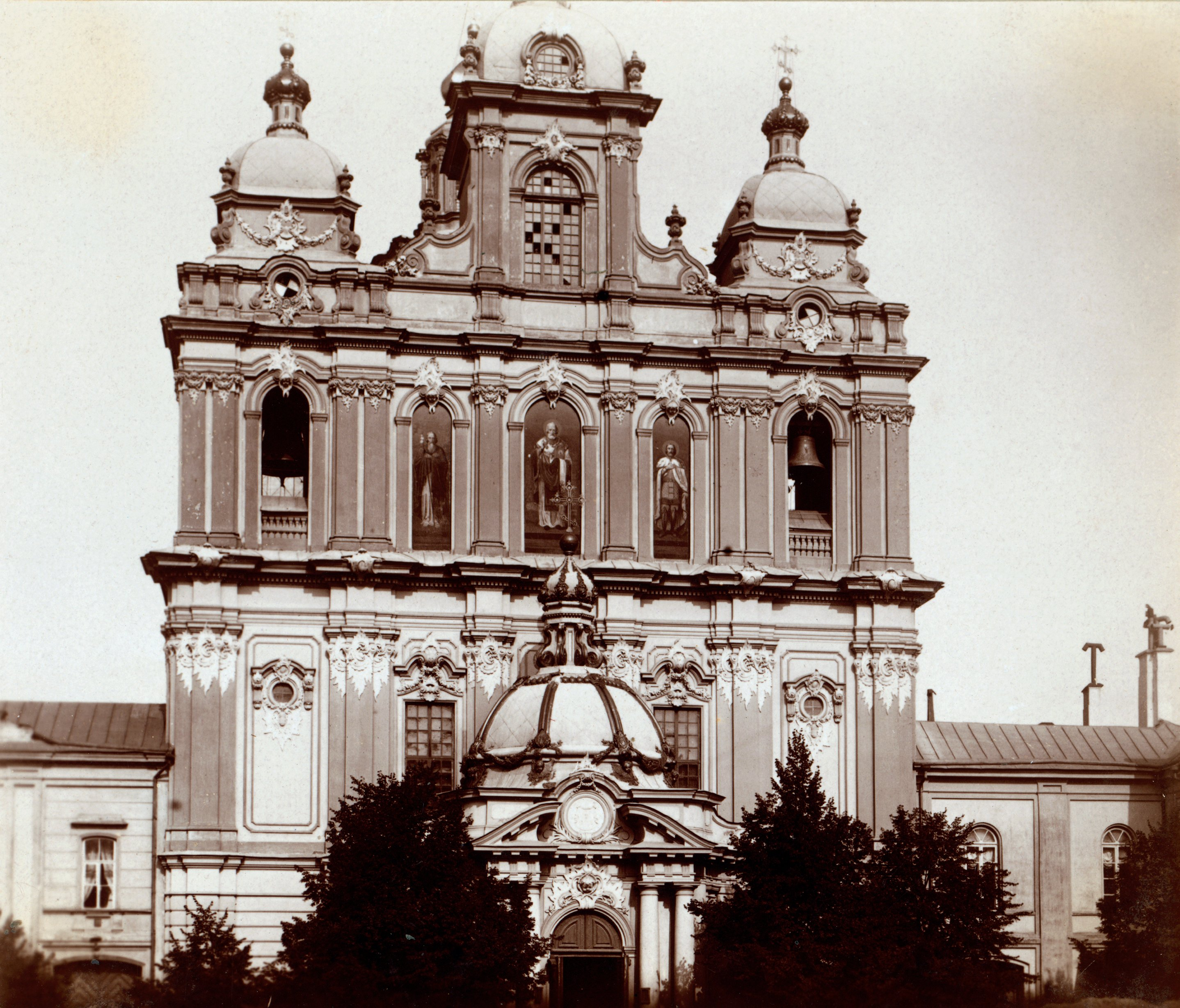
Kościół św. Kazimierza w Wilnie zaadaptowany na sobór św. Mikołaja – jedna ze świątyń odebranych katolikom na fali rusyfikacji połączonej z propagowaniem prawosławia

12 lutego 1839 synod połocki ogłosił likwidację unii brzeskiej na ziemiach litewskich i białoruskich – kasatę archidiecezji białoruskiej i diecezji litewskiej. Walka z unią stanowiła część polityki carskiej wobec ziem zaanektowanych w trzech rozbiorach Polski. Decyzje synodu zostały poprzedzone wieloletnią kampanią usuwania elementów łacińskich z rytu unickiego, a w konsekwencji upodobnienia go do rytu, jakim posługiwał się Rosyjski Kościół Prawosławny; władze ograniczały również wpływ duchowieństwa łacińskiego na unitów. Głównym autorem założeń kampanii antyunickiej był Józef Siemaszko, unita z pochodzenia, zafascynowany prawosławiem rosyjskim; na synodzie w Połocku został on biskupem prawosławnym. W 1839 struktury prawosławne na terenie
guberni wileńskiej i kowieńskiej zgrupowano w nowo powołanej eparchii wileńskiej i litewskiej. Eparchia przejęła kościół św. Kazimierza w Wilnie, który zaadaptowano na katedralny sobór św. Mikołaja, zaś po powstaniu styczniowym przebudowano w stylu bizantyjsko-rosyjskim.
W 1832 katolikom odebrano klasztor w Pożajściu, w którym w 1842 urządzono męski monaster Zaśnięcia Matki Bożej. W 1845 w wileńskim monasterze Świętej Trójcy założono prawosławne seminarium duchowne.
Szeroko zakrojone działania rusyfikatorskie podjął na Litwie generał-gubernator Michaił Murawjow po stłumieniu powstania styczniowego. Represje narodowościowe, wymierzone w polską i litewską ludność Litwy, łączyły się z propagowaniem prawosławia. W 1864 w Wilnie powstał żeński monaster św. Marii Magdaleny, erygowany osobistym ukazem cara Aleksandra II w obiektach skonfiskowanych zakonowi wizytek. Eparchia wileńska i litewska przejęła kościół Świętej Trójcy w Wilnie, kościół Pana Jezusa i klasztor Trynitarzy w Wilnie, kościół Świętej Trójcy i klasztor Trynitarzy w Trynopolu zamieniony w 1866 w letnią rezydencję biskupów wileńskich i litewskich oraz kościół i klasztor augustianów w Wilnie, z przeznaczeniem na prawosławną niższą szkołę duchowną i cerkiew św. Andrzeja. W Kownie na cerkiew zaadaptowano kościół klasztoru dominikanów. Liczba prawosławnych mieszkańców Litwy wzrosła dzięki przesiedleniom na jej terytorium rosyjskich chłopów na miejsce wysiedlonych po powstaniu styczniowym Polaków i Litwinów.

### Dwudziestolecie międzywojenne

#### Wileńszczyzna w granicach II Rzeczypospolitej
Po buncie Żeligowskiego eparchia wileńska i litewska została przedzielona granicą państwową. Wilno znalazło się początkowo na Litwie Środkowej, następnie zaś zostało włączone do Polski. Władze tego kraju podjęły starania na rzecz autokefalizacji Kościoła prawosławnego na swoim terytorium, dążąc do zerwania jego związku organizacyjnego z Rosyjskim Kościołem Prawosławnym. Przeciwnikiem takiego rozwiązania był biskup wileński i litewski Eleuteriusz. W 1922 Eleuteriusz został aresztowany na terenie monasteru Św. Ducha w Wilnie, przewieziony do klasztoru kamedułów pod Krakowem, a następnie zmuszony do wyjazdu do Kowna, stolicy niepodległej Litwy. Na katedrze zastąpił go zwolennik autokefalii Kościoła w Polsce Teodozjusz (Fieodosijew). Eparchia wileńska i litewska na terenie II Rzeczypospolitej została zreorganizowana i przemianowana na diecezję wileńsko-lidzką. Na terytorium administratury zamieszkiwało 306 152 wiernych.

#### Niepodległa Litwa

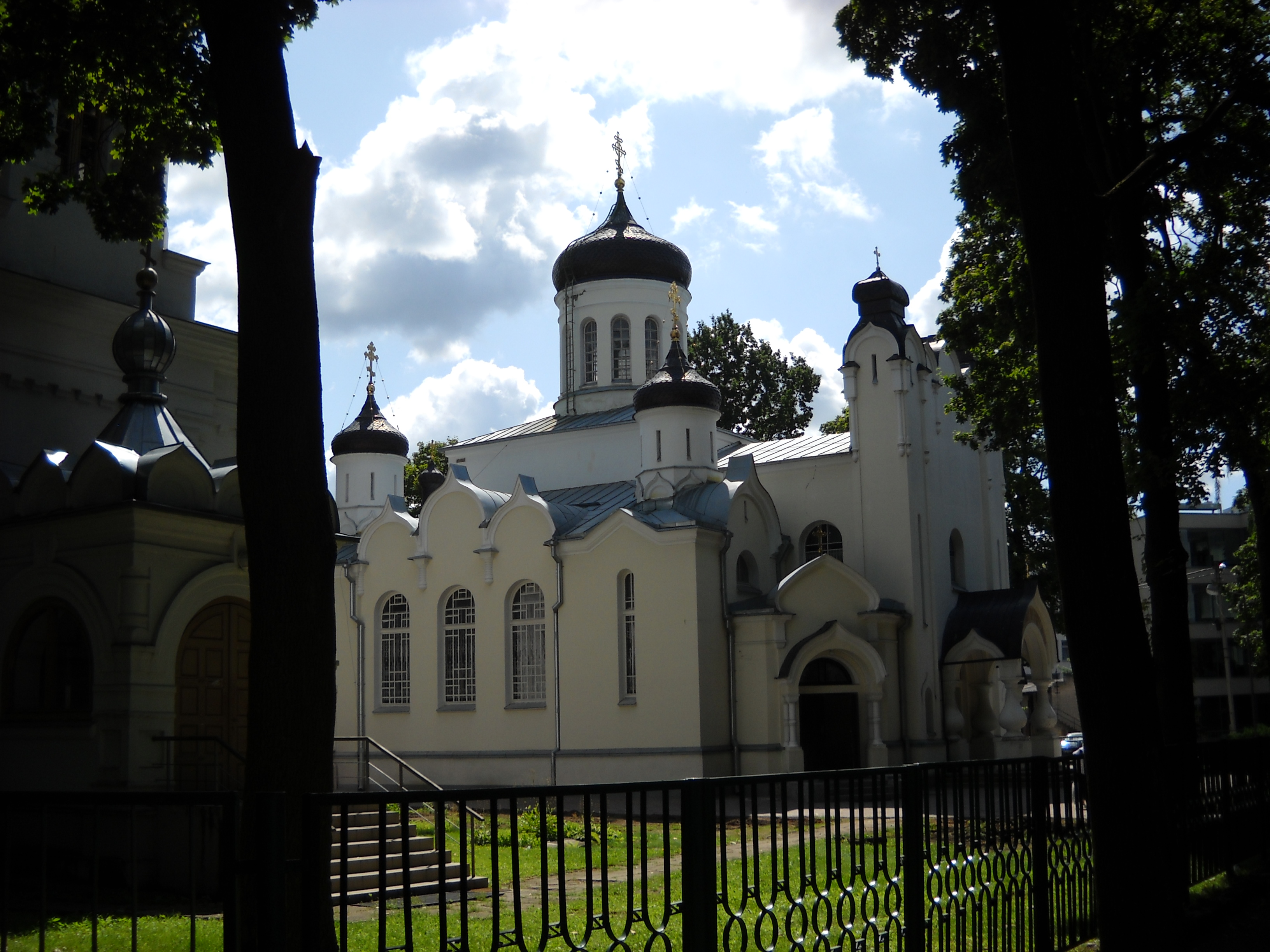
Sobór Zwiastowania w Kownie został wzniesiony w latach 1930–1935 dzięki finansowemu wsparciu władz litewskich

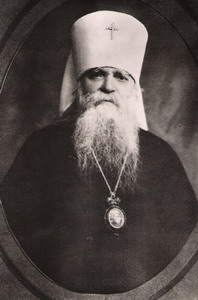
Eleuteriusz (Bogojawleński) kierował strukturami prawosławnymi na terytorium niepodległej Litwy w latach 1922–1940

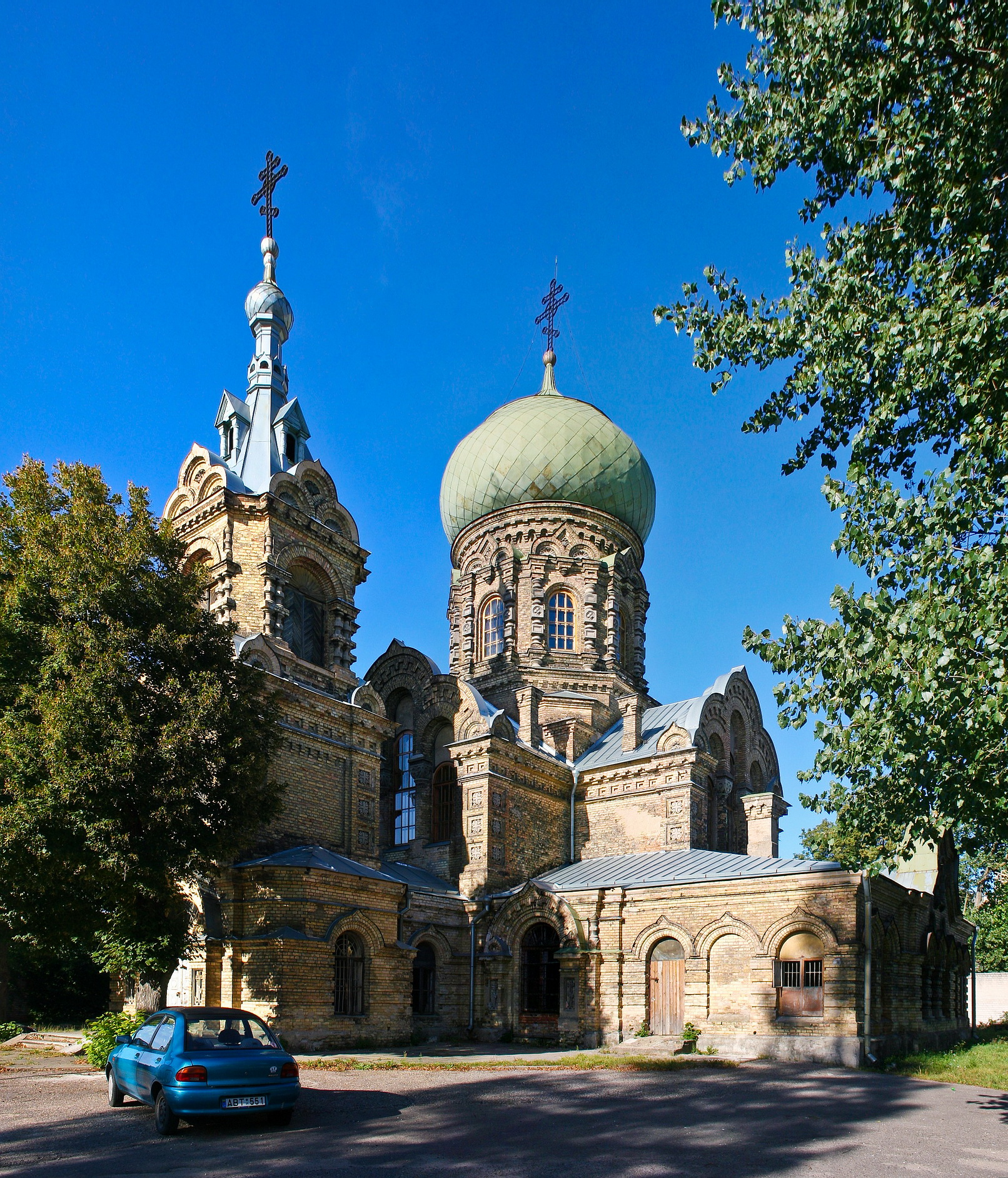
Cerkiew św. Aleksandra Newskiego w Wilnie, jedna z nielicznych cerkwi na Litwie zamkniętych przez władze radzieckie, odzyskana przez Kościół prawosławny w 1989, lecz przywrócona do celów kultowych dopiero w 2012 z powodu konieczności odrestaurowania całkowicie zdewastowanego wnętrza

W 1914 na terenie późniejszej niepodległej Litwy (bez Wileńszczyzny) funkcjonowało 110 prawosławnych cerkwi, z czego 48 parafialnych, 18 wojskowych, 41 filialnych przy więzieniach, szkołach, szpitalach i na cmentarzach oraz trzy monastery.
Arcybiskup wileński i litewski Eleuteriusz kontynuował pracę duszpasterską na Litwie. Władze tego kraju, mimo początkowej rezerwy (prawosławie było postrzegane jako szczególnie niebezpieczny element polityki caratu na Litwie), w marcu 1922 zaakceptowały go jako przyszłego zwierzchnika struktur prawosławnych na jego terytorium i zrezygnowały ze starań o oderwanie się eparchii litewskiej od Rosyjskiego Kościoła Prawosławnego. Początkowo katedrą biskupią była cerkiew Zmartwychwstania Pańskiego w Kownie. Na mocy ustawy z 1919 Kościół katolicki odzyskał wszystkie obiekty sakralne zarekwirowane przez władze carskie. W kilkunastu przypadkach decyzją władz w ręce katolików przeszły również cerkwie wzniesione w XIX w. od podstaw. Władze niepodległej Litwy skonfiskowały parafiom prawosławnym jedynie ich majątki ziemskie uzyskane w czasach carskich, nie forsując wprowadzenia do nabożeństw kalendarza gregoriańskiego ani języka litewskiego. Sytuacja eparchii wileńskiej i litewskiej poprawiła się jeszcze po zamachu stanu Antanasa Smetony w 1927. Władze Litwy dofinansowały w tym okresie m.in. budowę nowego soboru Zwiastowania w Kownie, poświęconego w 1935. Prawosławni (razem ze staroobrzędowcami) stanowili 2,5% społeczeństwa Litwy (55 tys. osób). Według danych z 1923 prawosławnych uznających jurysdykcję Patriarchatu Moskiewskiego było 23 tys., z czego 78% stanowili Rosjanie, 7% – Litwini, 7% – Białorusini.

### II wojna światowa
W 1939, po przyłączeniu Wilna do Litwy, arcybiskup Eleuteriusz wrócił do tego miasta. Dzięki rezygnacji arcybiskupa Teodozjusza na nowo objął zarząd całej eparchii wileńskiej i litewskiej w granicach sprzed 1920. W roku następnym zmarł. Decyzją locum tenens Patriarchatu Moskiewskiego, metropolity moskiewskiego i kołomieńskiego Sergiusza struktury prawosławne na terytorium wszystkich państw nadbałtyckich zostały zgrupowane w Egzarchacie Krajów Nadbałtyckich, na czele którego stanął z tytułem egzarchy metropolita wileński i litewski Sergiusz (Woskriesienski). Z jego inicjatywy przy monasterze Św. Ducha w Wilnie zorganizowane zostały kursy dla przyszłych duchownych Pskowskiej Misji Prawosławnej, działających na ziemiach ZSRR okupowanych przez III Rzeszę. Sergiusz został zamordowany w niejasnych okolicznościach 29 kwietnia 1944.

### Litewska Socjalistyczna Republika Radziecka
W pierwszych latach po II wojnie światowej Rada ds. Religii ZSRR zażądała od Rosyjskiego Kościoła Prawosławnego zainicjowania szerokiej kampanii antykatolickiej. Również na Litwie, w planach rządu centralnego ZSRR, prawosławie miało stać się środkiem do ograniczenia wpływów katolicyzmu. Prawosławny biskup wileński i litewski miał publicznie atakować dogmaty katolickie, podczas gdy władze sfinansowały remonty cerkwi zniszczonych w czasie działań wojennych, zezwoliły na otwarcie seminarium duchownego (działało jednak tylko rok) i kult relikwii męczenników wileńskich, przewiezionych w 1946 do Wilna z Moskwy. Dalsze projekty powołania do życia bractwa prawosławnego, organizacji w jednej z wileńskich cerkwi nabożeństw w języku litewskim oraz rewindykacji na rzecz prawosławnych kilku kościołów katolickich zostały zablokowane przez rząd Litewskiej SRR. Prowadził on kampanię antykatolicką, lecz nie zamierzał w miejsce tego wyznania wspierać żadnego innego.
W 1949 na terytorium Litewskiej SRR działało 60 cerkwi, w tym 44 parafialne oraz dwa monastery. W 1952 działały 52 cerkwie. Na Litwie nie doszło do masowego zamykania świątyń prawosławnych, nawet w latach 1958–1964, gdy tego typu kampanię zainicjował Nikita Chruszczow w odniesieniu do innych republik radzieckich. Działały nadal nawet parafie, w których liczba wiernych znacząco spadła. Ich likwidowanie władze litewskie uważały bowiem za niepożądany środek wzmacniania katolicyzmu. Łącznie w latach 1944–1990 zlikwidowanych zostało dziewiętnaście parafii, oficjalnie zamknięto również jedyny w kraju żeński monaster św. Marii Magdaleny w Wilnie, który w rzeczywistości kontynuował swoją działalność w obiektach męskiego monasteru Świętego Ducha w tym samym mieście. Ogólna liczba wiernych spadła, przede wszystkim na terenach wiejskich. Spadek liczby prawosławnych wywoływała sekularyzacja inteligencji tego wyznania, asymilacja, mieszane małżeństwa.

## Struktury (stan na pocz. XXI w.)
Według danych z 2013 r. prawosławie jest drugim co do liczby wiernych wyznaniem na Litwie, deklarowanym przede wszystkim przez zamieszkującą w tym kraju mniejszość rosyjską. Przynależność do Kościoła prawosławnego deklarowało w 2011 r. 114 tys. osób na ogólną liczbę 3 mln 250 tys. obywateli Litwy. W kraju funkcjonuje 50 parafii i dwa monastery. Do 2024 r. wszystkie prawosławne placówki duszpasterskie na Litwie podlegały eparchii wileńskiej i litewskiej Rosyjskiego Kościoła Prawosławnego. 
W 2024 r. swój egzarchat na terytorium Litwy utworzył Patriarchat Konstantynopolitański. Struktura ta liczy 10 parafii i była współtworzona przez duchownych, których Patriarchat Moskiewski usunął ze stanu duchownego za krytykę inwazji Rosji na Ukrainę w 2022 r.